# Sosna jednoigielna
Sosna jednoigielna (Pinus monophylla Torr. & Frém.) – gatunek drzewa iglastego z rodziny sosnowatych (Pinaceae). Występuje w USA (południowe Idaho, zachodnie Utah, Nevada, Arizona, wschodnia i południowa Kalifornia) i Meksyku (Kalifornia Dolna).

## Morfologia

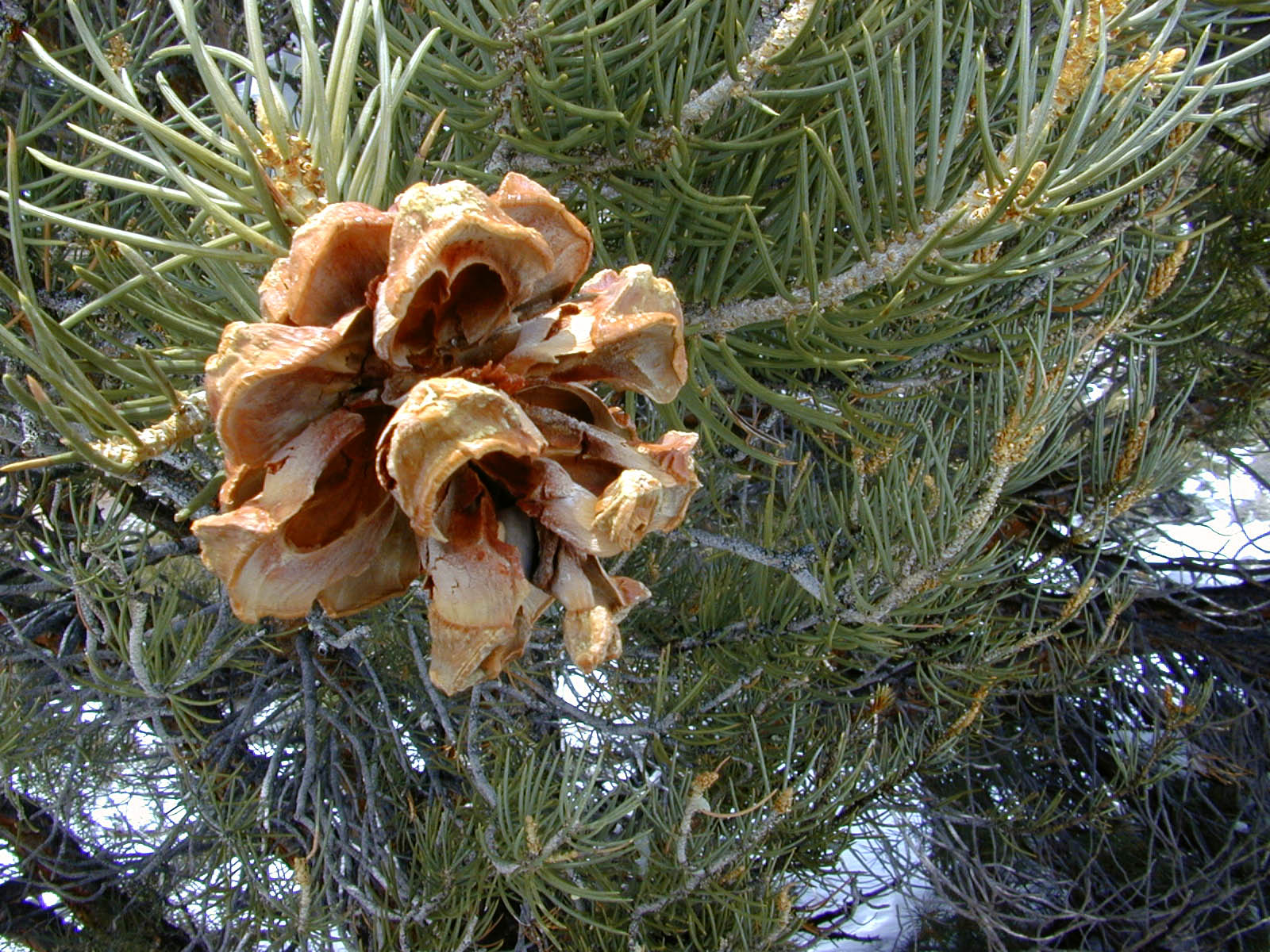
Szyszka nasienna

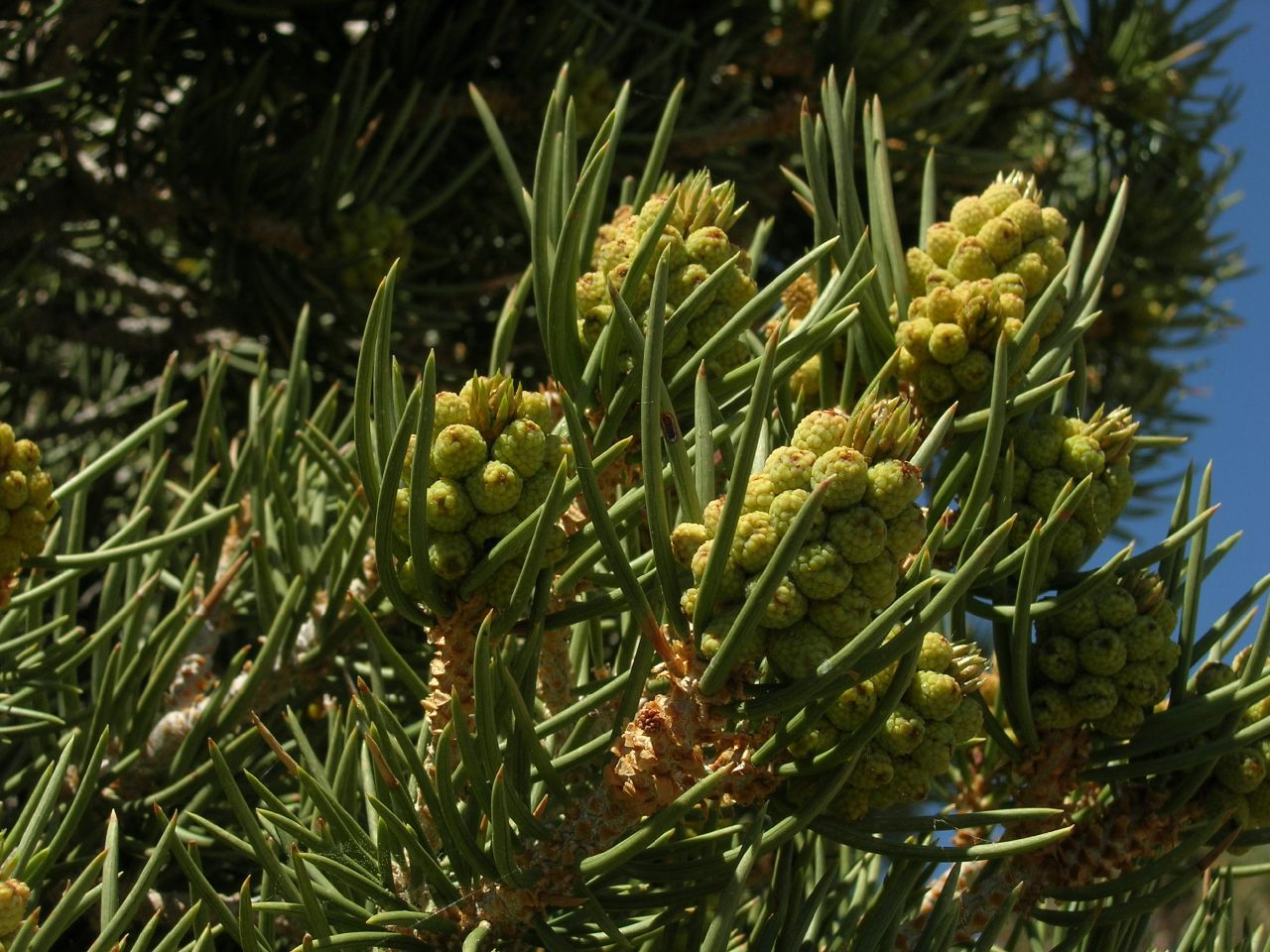
Szyszki męskie

PokrójNieduże drzewo o zwartej, zazwyczaj zaokrąglonej koronie. Gałęzie rozpostarte i uniesione w górę, pozostają na pniu prawie do podstawy.
PieńOsiąga 14 m wysokości, 50 cm średnicy. Kora czerwono-brązowa, łuskowata, nieregularnie spękana.
LiścieIgły osadzone pojedynczo (rzadziej po 2) na krótkopędach. Osiągają 2–6 cm długości, 1,3–2(2,5) mm grubości. Wygięte, szarozielone.
SzyszkiSzyszki męskie elipsoidalne, żółte, długości do 10 mm. Szyszki żeńskie symetryczne, jajowate przed otwarciem, szerokojajowate do kulistych po otwarciu, bladożółte do jasnobrązowych, prawie siedzące. Nasiona szarobrązowe do brązowych, cylindryczne, o długości 4–6(8) cm, bez skrzydełek.

## Biologia i ekologia
Drzewo wiatropylne. Szyszki nasienne dojrzewają w ciągu 2 lat, uwalniają nasiona i opadają wkrótce potem. Jedna wiązka przewodząca w liściu. Aparaty szparkowe znajdują się na każdej stronie liścia. Igły pozostają na drzewie przez 4–6 lat, rzadko do 10 lat.
Występuje licznie w górach, na średnich wysokościach, głównie 1000–2300 m n.p.m. Porasta rozległe obszary leśne, często razem z jałowcami.
Nasiona stanowią pożywienie ptaków i gryzoni. Modrowroniec zbiera nasiona i gromadzi je w ziemi w licznych kryjówkach. Niektóre z nich pozostają niewykorzystane i z nasion wyrastają nowe drzewa.
Sosna jednoigielna jest gospodarzem rośliny pasożytniczej Arceuthobium divaricatum (pasożyt pędowy). Zainfekowane są głównie populacje w Kalifornii i Nevadzie.

## Systematyka i zmienność
Synonimy: Caryopitys monophylla (Torr. & Frém.) Rydberg, Pinus californiarum D.K. Bailey, P. cembroides Zucc. var. monophylla (Torr. & Frém.) Voss.
Pozycja gatunku w obrębie rodzaju Pinus:
- podrodzaj Strobus
  - sekcja Parrya
    - podsekcja Cembroides
      - gatunek P. monophylla

Sosna jednoigielna jest najbliżej spokrewniona z Pinus quadrifolia (syn. Pinus juarezensis), z którą łatwo tworzy mieszańce. Uważa się, że Pinus quadrifolia powstała w wyniku krzyżowania się Pinus juarezensis z sosną jednoigielną, jednak zależności między tymi taksonami wymagają dalszych studiów. Pinus monophylla krzyżuje się także z Pinus edulis, jednak zasięgi występowania tych gatunków są obecnie prawie całkiem rozłączne, więc nie dochodzi do tego często.

## Zagrożenia
Międzynarodowa organizacja IUCN przyznała temu gatunkowi kategorię zagrożenia LC (least concern), czyli jest gatunkiem o niskim ryzyku wymarcia.

## Zastosowanie
Jadalne nasiona są zbierane jako pożywienie. Na niektórych obszarach prawo do zbioru nasion należy do plemion rdzennych Amerykanów.